# Jadon Sancho
Jadon Malik Sancho (ur. 25 marca 2000 w Londynie) – angielski piłkarz trynidadzkiego pochodzenia, występujący na pozycji napastnika w Manchesterze United. Reprezentant Anglii. Srebrny medalista Mistrzostw Europy 2021.

## Kariera klubowa
Wychowanek Watfordu. Następnie piłkarz akademii Manchesteru City, z której dołączył do Borussii Dortmund.
1 lipca 2021 Borussia Dortmund ogłosiła, że doszła do porozumienia z Manchesterem United w sprawie przenosin Sancho do angielskiego klubu. 23 lipca 2021 podpisał pięcioletni kontrakt z opcją przedłużenia o kolejny rok z Manchesterem United. W nowym klubie zadebiutował 14 sierpnia 2021 w wygranym 5:1 meczu przeciwko Leeds United, zmieniając w 74. minucie spotkania Daniela Jamesa. Swoją pierwszą bramkę dla Manchesteru United strzelił 23 listopada 2021 roku w wygranym 0:2 meczu przeciwko Villarreal.
11 stycznia 2024 został wypożyczony do Borussii Dortmund.
31 sierpnia 2024 roku ogłoszono, że na resztę sezonu Sancho zostanie wypożyczony do Chelsea.

## Kariera reprezentacyjna
W 2017 wraz z reprezentacją Anglii do lat 17 sięgnął po młodzieżowe mistrzostwo świata. W seniorskiej reprezentacji Anglii zadebiutował 12 października 2018 w zremisowanym 0:0 meczu przeciwko Chorwacji, zmieniając w 78. minucie spotkania Raheema Sterlinga.

## Statystyki klubowe
(aktualne na 12 sierpnia 2025)
| Klub                     | Sezon              | Liga               | Liga  | Liga   | Puchar kraju | Puchar kraju | Puchar Ligi Angielskiej | Puchar Ligi Angielskiej | Europa | Europa | Inne  | Inne   | Suma  | Suma   |
| Klub                     | Sezon              | Liga               | Mecze | Bramki | Mecze        | Bramki       | Mecze                   | Bramki                  | Mecze  | Bramki | Mecze | Bramki | Mecze | Bramki |
| ------------------------ | ------------------ | ------------------ | ----- | ------ | ------------ | ------------ | ----------------------- | ----------------------- | ------ | ------ | ----- | ------ | ----- | ------ |
| Borussia Dortmund II     | 2017/2018          | Regionalliga West  | 3     | 0      | –            | –            | –                       | –                       | –      | –      | –     | –      | 3     | 0      |
| Borussia Dortmund        | 2017/2018          | Bundesliga         | 12    | 1      | –            | –            | –                       | –                       | –      | –      | –     | –      | 12    | 1      |
| Borussia Dortmund        | 2018/2019          | Bundesliga         | 34    | 12     | 2            | 0            | –                       | –                       | 7      | 1      | –     | –      | 43    | 13     |
| Borussia Dortmund        | 2019/2020          | Bundesliga         | 32    | 17     | 3            | 0            | –                       | –                       | 8      | 2      | 1     | 1      | 44    | 20     |
| Borussia Dortmund        | 2020/2021          | Bundesliga         | 26    | 8      | 6            | 6            | –                       | –                       | 6      | 2      | –     | –      | 38    | 16     |
| Borussia Dortmund        | Suma               | Suma               | 104   | 38     | 11           | 6            | 0                       | 0                       | 21     | 5      | 1     | 1      | 137   | 50     |
| Manchester United        | 2021/2022          | Premier League     | 29    | 3      | 1            | 1            | 1                       | 0                       | 7      | 1      | –     | –      | 38    | 5      |
| Manchester United        | 2022/2023          | Premier League     | 26    | 6      | 3            | 0            | 2                       | 0                       | 10     | 1      | –     | –      | 41    | 7      |
| Manchester United        | 2023/2024          | Premier League     | 3     | 0      | 0            | 0            | 0                       | 0                       | 0      | 0      | –     | –      | 3     | 0      |
| Manchester United        | Suma               | Suma               | 58    | 9      | 4            | 1            | 3                       | 0                       | 17     | 2      | 0     | 0      | 82    | 12     |
| Borussia Dortmund (wyp.) | 2023/2024          | Bundesliga         | 14    | 2      | –            | –            | –                       | –                       | 7      | 1      | –     | –      | 21    | 3      |
| Borussia Dortmund (wyp.) | Suma               | Suma               | 118   | 40     | 11           | 6            | 0                       | 0                       | 28     | 6      | 1     | 1      | 158   | 53     |
| Manchester United        | 2024/2025          | Premier League     | 0     | 0      | 0            | 0            | 0                       | 0                       | 0      | 0      | 1     | 0      | 1     | 0      |
| Manchester United        | Suma               | Suma               | 58    | 9      | 4            | 1            | 3                       | 0                       | 17     | 2      | 1     | 0      | 83    | 12     |
| Chelsea (wyp.)           | 2024/2025          | Premier League     | 31    | 3      | 2            | 0            | 0                       | 0                       | 8      | 2      | –     | –      | 41    | 5      |
| Manchester United        | 2025/2026          | Premier League     | 0     | 0      | 0            | 0            | 0                       | 0                       | –      | –      | –     | –      | 0     | 0      |
| Manchester United        | Suma               | Suma               | 58    | 9      | 4            | 1            | 3                       | 0                       | 17     | 2      | 1     | 0      | 83    | 12     |
| Ogólnie w karierze       | Ogólnie w karierze | Ogólnie w karierze | 210   | 52     | 17           | 7            | 3                       | 0                       | 53     | 9      | 2     | 1      | 285   | 70     |

## Sukcesy

### Borussia Dortmund
- Puchar Niemiec: 2020/2021
- Superpuchar Niemiec: 2019

### Manchester United
- Puchar Ligi: 2022/2023

### Chelsea
- Liga Konferencji: 2024/2025

### Reprezentacyjne
- 3. miejsce w Lidze Narodów UEFA: 2018/2019
- Mistrzostwo świata do lat 17: 2017
- Wicemistrzostwo Europy do lat 17: 2017